# TNFAIP1
TNFAIP1 (англ. TNF alpha induced protein 1) – білок, який кодується однойменним геном, розташованим у людей на короткому плечі 17-ї хромосоми. Довжина поліпептидного ланцюга білка становить 316 амінокислот, а молекулярна маса — 36 204.
| 10         |  | 20         |  | 30         |  | 40         |  | 50         |
| ---------- |  | ---------- |  | ---------- |  | ---------- |  | ---------- |
| MSGDTCLCPA |  | SGAKPKLSGF |  | KGGGLGNKYV |  | QLNVGGSLYY |  | TTVRALTRHD |
| TMLKAMFSGR |  | MEVLTDKEGW |  | ILIDRCGKHF |  | GTILNYLRDD |  | TITLPQNRQE |
| IKELMAEAKY |  | YLIQGLVNMC |  | QSALQDKKDS |  | YQPVCNIPII |  | TSLKEEERLI |
| ESSTKPVVKL |  | LYNRSNNKYS |  | YTSNSDDHLL |  | KNIELFDKLS |  | LRFNGRVLFI |
| KDVIGDEICC |  | WSFYGQGRKL |  | AEVCCTSIVY |  | ATEKKQTKVE |  | FPEARIYEET |
| LNVLLYETPR |  | VPDNSLLEAT |  | SRSRSQASPS |  | EDEETFELRD |  | RVRRIHVKRY |
| STYDDRQLGH |  | QSTHRD     |  |            |  |            |  |            |

A: Аланін

C: Цистеїн

D: Аспарагінова кислота

E: Глутамінова кислота

F: Фенілаланін

G: Гліцин

H: Гістидин

I: Ізолейцин

K: Лізин

L: Лейцин

M: Метіонін

N: Аспарагін

P: Пролін

Q: Глутамін

R: Аргінін

S: Серин

T: Треонін

V: Валін

W: Триптофан

Кодований геном білок за функцією належить до фосфопротеїнів. 
Задіяний у таких біологічних процесах, як убіквітинування білків, альтернативний сплайсинг. 
Локалізований у цитоплазмі, ядрі, ендосомах.